# ساب ۱۰۵
ساب ۱۰۵ (به انگلیسی: Saab 105) یک هواگرد ساختِ کارخانهٔ گروه ساب در کشور سوئد است که در سال ۱۹۶۳–۷۲ ساخته شد. نخستین استفاده‌کنندهٔ این هواپیما نیروی هوایی سوئد بوده‌است. این هواگرد برای نخستین بار در ۲۹ ژوئن ۱۹۶۳ میلادی مورد استفاده قرار گرفت.